# Luigi Stefano Giarda
Luigi Stefano Giarda (Cassolnovo, Italia, 19 de marzo de 1868-Viña del Mar, Chile, 3 de enero de 1952) fue un violonchelista, director de orquesta, profesor y compositor italiano nacionalizado chileno. Desde niño destacó en la música formalizando sus estudios iniciales en el Liceo e società musicale Benedetto Marcello y Real Conservatorio de Música de Milán.
A los 12 años, Franz Liszt pidió expresamente que el joven Giarda formara parte de la orquesta con la cual él iba a ofrecer un concierto en Venecia. A sus 13 años formó parte de la orquesta con la que Giaccomo Puccini finalizaría sus estudios de composición. Del mismo modo, participó como chelista bajo la dirección de Richard Wagner en Venecia.
Además de sus obras musicales, destacó por su aporte al desarrollo de la Música Clásica en Chile.

## Biografía

### Italia (1868-1905)
Sus primeros pasos en la música los dio gracias a su familia, que lo consideró un niño prodigio. Giarda, decimoquinto hijo de la familia, ya a los tres años aprendió a cantar, lo que más tarde determinó su habilidad para el solfeo y piano, teniendo como principal profesor a su padre, quien era organista y compositor. A los seis años manifestó su inquietud por el violín y a los diez preparó y dirigió coros para la catedral de Cassolnovo (los solos de soprano los cantó el joven Giarda).
Estudió en Liceo Benedetto Marcello, entre los años 1879 y 1880, donde trabajaba su hermano Francisco Giarda, quien ocupaba el puesto de profesor de piano y composición, iniciando sus estudios formales en música y violonchelo, instrumento que pronto lo llevaría a la fama.
Con una prometedora carrera, el joven Giarda conoció al compositor Franz Liszt, primera de las grandes figuras que conoció el talentoso chelista. Rápidamente, Giarda llegó al Real Conservatorio de Música de Milán, lugar donde concluyó su formación como compositor y violonchelista entre los años 1881 y 1888. Allí conoció a grandes artistas de su época, como Giacomo Puccini, Pietro Mascagni, Richard Wagner, Giousè Carducci y Giuseppe Verdi.
Ya reconocido como un gran chelista y prolífico compositor, sus obras fueron editadas en Italia y Alemania y estrenadas en toda Europa. Su éxito lo llevó, en 1891, a ser profesor de contrabajo, violonchelo y armonía del Liceo Musical de Padua, y sustituyó a su maestro Giuseppe Magrini como primer violonchelista en la orquesta del teatro La Scala de Milán.
Aunque su carrera era exitosa, Giarda tuvo problemas personales que pronto lo llevaron a dejar su país natal; especialmente su fracaso matrimonial irrumpió en la vida del talentoso violonchelista, quien se unió a una compañía lírica como concertista.

### Chile (1905-1952)

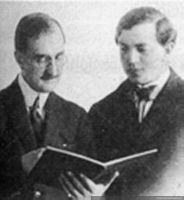
Enrique Soro con Luigi Stefano Giarda, junio de 1921.

Giarda llegó a Chile en la compañía lírica del director de orquesta y empresario Arturo Padovani, al Teatro Municipal. Luego de varios éxitos, Giarda encontró un ambiente propicio para trabajar y continuar su desarrollo musical; sólo en una ocasión regresó a Italia (1909) para asistir a la muerte de su madre y ver por última vez a su esposa e hijos.
Aportó en la formación de destacados músicos como Pedro Humberto Allende y María Luisa Sepúlveda (1898-1959), considerada la primera compositora titulada en Chile —y probablemente en Latinoamérica—, entre otros.
En 1919 es nombrado subdirector del Conservatorio Nacional conjuntamente con Enrique Soro, quien asume la rectoría. En 1920 publica su Tratado de Armonía. Como director interino, en 1922 organiza ciclos de conciertos de alumnos del Conservatorio donde se interpretan obras de los compositores chilenos A. Leng, E. Soro, Bisquertt, Rossel, Pereira, M. L. Sepúlveda y A. Steinfort.
Tras años trabajando en el conservatorio como profesor de armonía, teoría, contrapunto, fuga, composición, canto y conjunto coral, fue sacado al igual que Enrique Soro, por la Sociedad Bach (Dirigida por Domingo Santa Cruz Wilson), quienes plantearon una reforma de la estructura musical del Conservatorio (1928).
Finalmente, Giarda se casó por segunda vez, en Talca el año 1933, con su alumna de canto Amanda Cruzat, quien fue su musa inspiradora por largo tiempo, hasta que falleció en 1947, lo que destrozó el ánimo del músico, quien falleció años más tarde.
Masón, vinculado a la logia Sinceridad N° 60. Más tarde aparece como uno de los fundadores de la logia Giordano Bruno N° 17 en 1917 y reunía en su templo a un grupo de italianos. En esta logia, Stefano Giarda fue venerable maestro y más tarde ocupó, en la  Gran Logia de Chile, el cargo de segundo gran vigilante. En la masonería escocesa, fue soberano gran inspector general de la Orden grado 33.

## Obra

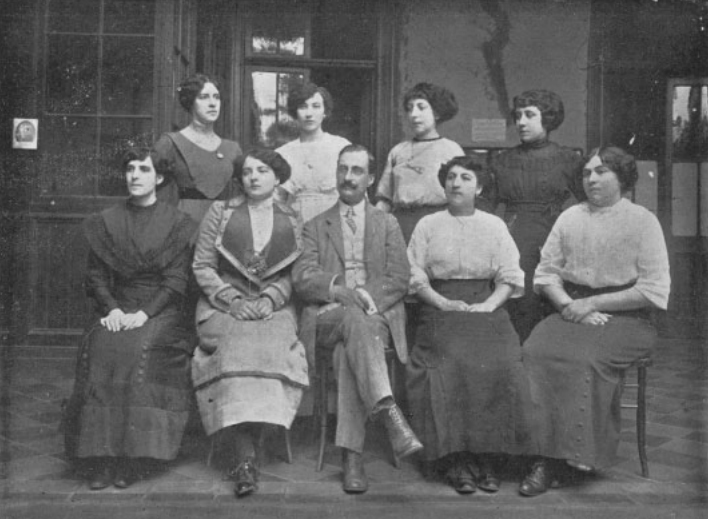
Clase de cantantes solistas del profesor Luigi Stefano Giarda, 1911.

La obra de Giarda merece una atención especial, no solo por la madurez de su escritura y sonoridad, sino también por la abundancia de trabajos que dejó. El compositor fue categorizando sus obras en volúmenes, llegando a los 30, con un total de 1500 obras; sin embargo actualmente sólo se conservan 27 de ellos (766 obras), ya que los volúmenes 2, 3, 4, 5, 15, 19 y 26 se encuentran extraviados.
Destacan entre sus trabajos la ópera Lord Byron, el poema sinfónico Más allá de la muerte, op.131, Concertstück op. 40 para violonchelo y piano, Himno al Liceo de Niñas de Curicó, la veintena de Impromptu op. 397 para piano y Elegía op. 505 para piano.